# 井上麻子
井上 麻子（いのうえ あさこ、9月15日 - ）は、近畿地方を拠点に活動している日本のラジオパーソナリティ。タレントオフィスともだち関西オフィスへの所属を経てフリーランスで活動している。

## 来歴
京都府八幡市出身。
大学を卒業後、fm osakaが運営を開始したDJ養成スクールの1期生になる。スクール在籍中からコミュニティFMの番組に出演し、その後もfm osakaの番組などで活動。2007年からはFM福井の番組にも出演していた。
FM福井で活動していた頃には滋賀県に住んでいた。後に大阪府での生活を始めるも、2017年に再び滋賀県へ転居した。そして、2018年から2019年までラジオの仕事をしながらおうみ未来塾（運営：淡海文化振興財団）を受講し、同講座で知り合った人々とボランティアでの地域おこしを始める。2020年には、滋賀県立大学近江環人地域再生学座の受講生となる。
毎年5月に京都府京丹波町で行われるロックフェス『黒豆ロック』の企画・運営に携わっている。また自らもバンド活動をしており、京都を活動拠点とする地域バンド・ZANGIRIrocksのベーシストを務めている。タレントオフィスともだち所属当時のプロフィールによれば、別のバンドでも活動していたという。

## 出演
2009年以前の番組で脚注のないものは、タレントオフィスともだち所属当時のプロフィールからの参考。

### テレビ番組
- 真夏のロック的熱帯夜（読売テレビ）
- たむらけんじのぶっちゃ～けBar（eo光テレビ）2021年8月2日

### ラジオ番組
- Music Cube（fm osaka）
- J-ROCK NIGHT（AM神戸）
- ラジオマガジン プレイランド・シガ（E-Radio → e-radio）
- SOUNDS CLAPPIN'（fm osaka）
- FUTURE AUDIO 851（fm osaka、 - 2002年3月） - 月曜深夜DJ[7]
- WHAT'S NEXT?（fm osaka、2002年4月 - 2005年3月） - 月曜深夜DJ → 月曜深夜『BEAT BASH!!』DJ[8]
- e-リクエスト558〜SHIPS し NIGHT〜（ラジオ関西、2004年10月 - 2005年3月） - 火曜『J-POP GOLD』パーソナリティ[9]
- ROCK the RADIO 851（fm osaka、2005年4月 - 2007年9月） - 月曜DJ[10] → 火曜DJ
- 湊町ライブコネクト（fm osaka、2005年4月 - 2006年）
- モビィがおじゃましバス!（e-radio、2005年10月 - 2008年9月）
- STUDIO PARKS（MBSラジオ）
- Dive DEEPER（FM福井、2007年10月 - 2009年3月）
- 関西音楽口コミュニティ ジェッターレ（fm osaka、2008年10月 - 2009年3月）
- レディオロコ（e-radio、2008年10月 - 2011年8月） - 月曜・火曜パーソナリティ
- Bloomin'（FM福井、2009年4月 - 2012年3月） - 水曜・木曜パーソナリティ
- Happy!（e-radio、2011年9月 - 2013年3月） - 金曜パーソナリティ
- 元気な「滋賀の農業」広め隊（e-radio、2013年4月 - 11月）[11]
- style!（e-radio、2013年4月 - 2018年3月） - 金曜パーソナリティ
- Go! Go! Weekend（e-radio、2013年6月 - 2017年12月）[12]
- 9〜ジックナイト!（朝日放送ラジオ、2017年3月 - 2018年12月） - 火曜・水曜パーソナリティ
- life（e-radio、2018年4月 - ）
- イナズマロックレディオ（e-radio、2019年5月 - 9月/2020年9月）